# مثبت‌گرایی سمی

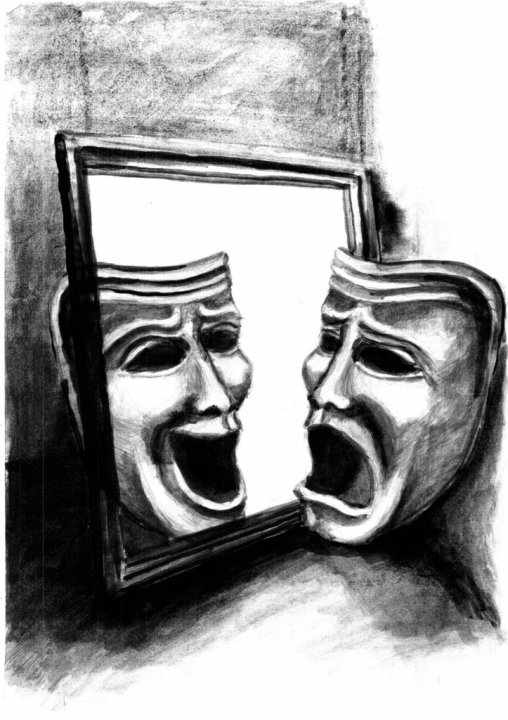
در مثبت‌گرایی سمی، شخص توانایی محدودی در تصدیق خشم یا غم خود دارد.

مثبت‌گرایی سمی (انگلیسی: Toxic positivity) به معنای مدیریت ناکارآمد احساسات، بدون پذیرش و مواجهه کامل با هیجانات منفی، به‌ویژه خشم و اندوه است. در سطح اجتماعی، این مفهوم به عملی اطلاق می‌شود که طی آن، احساسات منفی فرد دیگری با توصیه به جایگزینی یک احساس مثبت سطحی نادیده گرفته یا بی‌ارزش انگاشته می‌شود.
انکار کردن یا سرکوب احساسات منفی می‌تواند منجر به عواقب نامطلوبی بر سلامت شخص شود.

## تعریف
مثبت‌گرایی سمی به وضعیتی اطلاق می‌شود که در آن افراد تحت فشار قرار می‌گیرند تا صرف‌نظر از شدت دشواری شرایط، همواره روحیه‌ای مثبت حفظ کنند. این رویکرد می‌تواند مانع از فرایند طبیعی مواجههٔ هیجانی با موقعیت‌ها شود و از بروز احساساتی مانند اندوه یا خشم جلوگیری کند.
در مثبت‌گرایی سمی، باور بر این است که هرگونه اندیشه یا احساس منفی باید کنار گذاشته شود. حتی در مواجهه با وقایعی که به‌طور طبیعی برانگیزانندهٔ احساسات منفی‌اند—مانند فقدان عزیزان یا مواجهه با سختی‌های زندگی—تأکید بر حفظ نگرش مثبت به‌عنوان راهکار مقابله مطرح می‌شود. با این حال، این نوع نگرش به‌طور معمول به سرکوب یا بی‌ارزش‌سازی بیان واقعی احساسات می‌انجامد.

مفهوم خوش‌بینی غیرواقع‌بینانه از دههٔ ۱۹۸۰ میلادی توسط روان‌شناسان مورد مطالعه قرار گرفته است. اصطلاح «مثبت‌اندیشی سمی» نخستین‌بار در کتاب هنر شکست کوییر اثر جِی هالبرستام (۲۰۱۱) مطرح شد.